# Nisrine Hammas
Nisrine Hammas, née le 12 octobre 2002, est une lutteuse marocaine.

## Carrière
Nisrine Hammas remporte la médaille de bronze dans la catégorie des moins de 65 kg aux Jeux africains de la jeunesse de 2018 à Alger.
Elle est sacrée championne d'Afrique cadette dans la catégorie des moins de 57 kg en 2019 à El Jadida.
Elle est médaillée de bronze dans la catégorie des moins de 57 kg aux Championnats d'Afrique de lutte 2022 à El Jadida.